# Національний олімпійський комітет Ботсвани
Національний олімпійський комітет Ботсвани (англ. Botswana National Olympic Committee) — організація, що представляє Ботсвану в міжнародному олімпійському русі. Заснована у 1979 році; зареєстрована в МОК у 1980 році.
Штаб-квартира розташована в Габороне. Є членом Міжнародного олімпійського комітету, Асоціації національних олімпійських комітетів Африки та інших міжнародних спортивних організацій. Здійснює діяльність по розвитку спорту в Ботсвані.